# Ancylotrypa tuckeri
Ancylotrypa tuckeri là một loài nhện trong họ Cyrtaucheniidae. Loài này phân bố ờ Congo.